# Ulrik fortæller en historie
|  | Denne artikel er oprettet af botten PalnaBot ud fra en ekstern database. Den kan derfor have sproglige fejl eller mangler. Denne skabelon kan fjernes efter kontrol af indholdet. |

Ulrik fortæller en historie er en film instrueret af Jørgen Roos.

## Handling
Ulrik Pivat er en af de sidste sagnfortællere på Grønlands østkyst. Han fortæller på grønlandsk manér et gammelt sagn om to unge drenge, som drog ud i verden for at se, om der eksisterede andre mennesker end dem selv og deres forældre. Sagnet fortælles på østgrønlandsk og er illustreret med østgrønlandske børnetegninger.